# Deeringothamnus
Deeringothāmnus (лат.) — род двудольных растений семейства Анноновые (Annonaceae). Выделен американским ботаником Джоном Канкелом Смолом в 1924 году.

## Систематика
Род, как правило, считают монотипным с единственным видом Deeringothamnus rugelii (L.B.Rob.) Small. Впрочем, в некоторых источниках в роду Deeringothamnus выделяют до двух видов, включая Deeringothamnus pulchellus Smalltypus, обычно признаваемый лишь разновидностью Deeringothamnus rugelii var. pulchellus (Small) D.B.Ward..
- Deeringothamnus rugelii (L.B.Rob.) Small
- Deeringothamnus pulchellus Small
  - = Deeringothamnus rugelii var. pulchellus (Small) D.B.Ward.

## Распространение
Род эндемичен для полуостровной части штата Флорида (США).

## Общая характеристика
Кустарники высотой 20—50 см. Кора тонкая, голая.
Листья голые, кожистые.
Цветки одиночные, от прямостоячих до поникающих; лепестки мясистые, по 6—15 на цветке, размещены в два ряда.
Плод — жёлто-зелёная ягода, мясистая, продолговато-цилиндрической формы. Ягоды безвкусные. Семена от фасолевидных до яйцевидных, с жёсткой оболочкой.